# Xirazi
Xirazi, de Siraz a Pèrsia, és una dinastia que va governar al sultanat de Kilwa i el nom donat als emigrants perses a l'Àfrica. La nisba xirazi està testimoniada per primer cop el 1506. Consta en dos segells que figuren a un tractat de 4 de novembre de 1776 entre el sultà de Kilwa i un comerciant d'esclaus francès. Les cases reials de Pate, Malindi, Mombasa, Vumba i Kilwa es considera que són totes d'origen xirazi (és a dir procedents en origen de Siraz, però més aviat de Pèrsia, cosa que no està demostrada). El fet de l'emigració xirazi a Àfrica va tenir tanta força que a la meitat del segle xx un partit de Zanzíbar va agafar el nom d'Afro-Shirazi (en oposició als interessos àrabs-omanites) i va acabar ocupant el poder.
- 1. (957) Ali ibn al-Hassan - fundador de Kilwa
- 2. (?) Muhammad ibn Ali ('Ali Bumale', fill de l'anterior) - governà quaranta anys. No tenia fills.
- 3. (996) Ali ibn Bashat ('Ali Busoloquete', nebot o cosí de l'anterior) elegit pels colonitzadors de Kilwa. Era el fill de Bashat, el germà de soldà Ali ibn al-Hassan; Bashat havia estat designat pel seu germà com el primer governant de Mafia. El fill de Bashat Ali governà Kilwa quatre anys i mig.
- 4. (1003) Dawud ibn Ali (fill de l'anterior) - deposat després de quatre anys per Matata Mandalima, rei de Changa/Xanga.[1] Dawud va fugir a l'illa de Màfia, on va morir.
- 5. Khalid ibn Bakr ('Ali Bonebaquer'; deia ser nebot de Matata Mandalima), instal·lat com governant de Kilwa pel rei de Changa. Governà només dos anys, deposat en una revolta de colonitzadors perses.
- 6. (1005) al-Hassan ibn Suleiman ibn Ali (nebot de Dawud) - instal·lat per colonitzadors perses després de la revolta contra el titella de Changa, va governar 16 anys.[2]
- 7. (1042-1110?) Ali ibn Dawud I (fill de Dawud, nebot d'al-Hassan)- governà 60 anys.
- 8. Ali ibn Daud II (net d'Ali ibn Dawud) - governà 6 anys, fou un tirà boig, deposat per la gent de Kilwa, i condemnat a morir en un pou.
- 9. (1106) al-Hassan ibn Dawud (germà d'Ali ibn Daud II) - elevat al tron per la gent de Kilwa per reemplaçar el seu germà menyspreat. 24 anys de govern..
- 10. (1129) Suleiman (de llinatge reial) - deposat i decapitat per la gent de Kilwa després de només dos anys.
- 11. (1131) Dawud ibn Suleiman (fill de l'anterior), va fer fortuna a Sofala, abans de ser anomenat a Kilwa - va governar 40 anys.
- 12.(1170) Suleiman ibn al-Hassan ibn Daud (fill del novè soldà al-Hassan), un dels més grans de soldans Kilwa, al qual s'atribueix la conquesta de molta de la Costa Suahili, amb Sofala, Pemba, i Zanzíbar, per al govern de Kilwa; responsable d'aixecar molts edificis a Kilwa mateix, incloent-hi la seva fortalesa de pedra i palaus, que transformaren la ciutat en una veritable metròpoli. 18 anys de govern.
- 13. (1189) Dawud ibn Suleiman (fill de l'anterior) governà 2 anys.
- 14. (1190) Talut ibn Suleiman (germà de l'anterior) governà 1 any.
- 15. (1191) Hussein ibn Suleiman (germà de l'anterior) governà 25 anys. Mort sense hereus.
- 16. (1215) Khalid ibn Suleiman (Ali Bonij, germà de l'anteriror) va governar deu anys.
- 17. (1225) ? ibn Suleiman (Bone Soleiman, nebot de l'anterior, fill de ?), va governar 40 anys.
- 18. (1263-7) Ali ibn Dawud (connexió incerta), va governar 14 anys.